# Ден Сіммонс
Ден Сіммонс (англ. Dan Simmons; нар. 4 квітня 1948, Пеорія, штат Іллінойс) — американський письменник-фантаст.

## Біографія
Ден Сіммонс ріс у невеликих містечках Середнього Заходу, в тому числі і в Браймфілді (Іллінойс), який потім став прообразом вигаданого ним Ільм-Гевена з романів «Літо ночі» (1991) і «Люта зима» (2002). У 1970 Ден отримав ступінь бакалавра за спеціальністю англійська література в коледжі Вобаша, попутно на останньому курсі завоювавши національну премію товариства «Фі-бета-гамма» за досягнення в белетристиці, журналістиці і мистецтві.
Професійним викладачем Ден став в 1971 році у Вашингтонському університеті в Сент-Луїсі. Після чого протягом 18 років учителював — 2 роки в Міссурі, 2 роки в Баффало, штат Нью-Йорк, один рік як старший педагог, а інший — як учитель у шостому класі, після чого 14 років викладав в Колорадо.
Наступні свої чотири роки Сіммонс-вчитель був одним з організаторів, координаторів та викладачів APEX — широкої спеціальної програми з виявлення та розвитку здібностей у особливо обдарованих дітей, яка включала в себе 19 початкових шкіл і близько 15 000 потенційних учнів. Протягом цих років він зумів завоювати премію Колорадської асоціації освіти, а також вийшов у фінал конкурсу «Викладач року штату Колорадо». Крім того, він був національним консультантом з теорії англійської мови, вів курс «Пишемо добре» і мав власний клас. 11-ти та 12-річними учнями 6-го класу Сіммонса були діти, які мали підвищені здібності до літературної творчості. В одному з інтерв'ю він заявив, що саме там він щодня впродовж півроку розповідав дітям історію «Гіперіона», а вони, в свою чергу, допомагали йому з виявленням помилок і неточностей у тонкощах цього роману. Тому, щоразу, коли хтось говорить, що «письмо неможливо викладати», Ден заявляє протилежне і на доказ наводить свій вдалий досвід. Навіть після того, як він став професійним письменником, Ден завжди з любов'ю відвідував свій коледж, клас письма, викладав письмо в Нью-Гемпширі на курсах для дорослих, і проводив власний симпозіум Windwalker Writers.
У 1995 році альма-матер Дена, коледж Вобаша, присвоїв йому ступінь почесного доктора за великий внесок в освіту і літературу.

## Літературна діяльність
Перше оповідання, написане Деном, «Річка Стікс тече назад» з'явилося на світ 15 лютого 1982 року, в той самий день, коли народилася його донька, Джейн Кетрін. Тому, в подальшому, за його словами, він завжди відчував такий ж тісний зв'язок між своєю літературою і своїм життям.
Професійним письменником Сіммонс став в 1987 році, тоді ж і влаштувався у Фронт-Рейдж в Колорадо — в тому ж самому місті, де викладав протягом 14 років — разом зі своєю дружиною, Карен, дочкою, Джейн, (коли та повертається додому будинку з Гамільтонского коледжу), і собакою, Фергі, породи пемброк-велш-коргі. В основному він пише у Віндвокері — гірському маєтку, у маленькому будиночку на висоті 8400 футів у Скелястих горах, неподалік від Національного парку. 8-ми футова скульптура Шрайка — шипастого страхітливого персонажа з чотирьох романів про Гіперіон і Ендіміон — яка була зроблена його колишнім учнем, а нині другом, Клі Річісоном, тепер стоїть там поруч і охороняє будиночок.
Ден — один з небагатьох письменників, який пише майже у всіх жанрах літератури — фентезі, епічній науковій фантастиці, в жанрі романів жаху, саспенсу, є автором історичних книг, детективів і мейнстриму. Його твори видані в 27 країнах.
Багато романів Сіммонса можуть бути найближчим часом екранізовані. Наразі Сімонс веде переговори щодо екранізації «Дзвони по Хему», «Бритви Дарвіна», чотирьох романів «Гіперіона», розповіді «Річка Стікс тече назад». Він також написав оригінальний сценарій за своїм романом «Фази тяжіння», створив два телеспектаклі для малобюджетного серіалу «Монстри» і адаптатував сценарій за романом «Діти ночі» у співпраці з європейським режисером Робертом Сиглом, з яким він сподівається екранізувати і другий свій роман — «Люта Зима». Перший фільм з пари «Іліон/Олімп», взагалі був запланований до виходу в 2005 році.
У січні 2004 року було анонсовано, що за романами «Іліон» і «Олімп» буде знято фільм, причому Сіммонс буде як автором сценарію, так і виконавчим продюсером.
На початку 2008 року стали з'являтися чутки про швидкий початок виконання робіт над фільмом за романами «Гіперіон» і «Падіння Гіперіона». До кінця року ці чутки підтвердилися.

### Романи
Пісні Гіперіона
1. «Гіперіон» («Hyperion», 1989) (нагороди: Премія Г'юґо 1990, Премія Локус 1990)
2. «Падіння Гіперіона» («The Fall of Hyperion», 1990) (нагороди: Премія Локус 1991)
3. «Ендіміон» («Endymion», 1996)
4. «Схід Ендіміона» («The Rise of Endymion», 1997) (нагороди: Премія Локус 1998)

Іліон/Олімп
1. «Іліон» («Ilium», (2003) (нагороди: Премія Локус 2004)
2. «Олімп» («Olympos», 2005)

Серія «Джо Куртц»
1. «Неглибока могила» («Hardcase», (2001)
2. «Відморожені» («Hard Freeze», 2002)
3. «Міцний, як цвях» («Hard as Nails», 2003)

Сезони горору
1. «Літо ночі» («Summer of Night», 1991) (нагороди: Британська премія фентезі 1992)
2. «Діти ночі» («Children of the Night», 1992) (нагороди: Премія Локус 1993)
3. «Багаття Едему» («Fires of Eden», 1994) (нагороди: Премія Локус 1994)
4. «Зимові примари» («A Winter's Haunting», 2002)

Інші романи
- 1985 «Пісня Калі» («Song of Kali») (нагороди:Всесвітня премія фентезі 1986)
- 1989 «Втіха гнилі» («Carrion Comfort») (нагороди: Премія Брем Стоукера 1989; Британська премія фентезі 1990)
- 1989 «Фази тяжіння» («Phases of Gravity»)
- 1990 «Ентропійна постіль опівночі» («Entropy's Bed at Midnight»)
- 1992 «Блаженний» («The Hollow Man»)
- 1999 «Дзвін за Хемом» («The Crook Factory»)
- 2000 «Лезо Дарвіна» («Darwin's Blade»)
- 2007 «Терор» («The Terror»)
- 2008 «Муза Вогню» («Muse of Fire»)
- 2009 «Друд» («Drood»)
- 2010 «Чорні Пагорби» («Black Hills»)
- 2011 «Спогад» («Flashback»)
- 2013 «Снігова людина» («The Abominable»)
- 2015 «П'яте серце» («The Fifth Heart»)
- 2019 «Каньйон Омега» («Omega Canyon»)

### Інші книги
- 1990 «Молитви до поламаних» (Prayers to Broken Stones) — збірка оповідань
- 1992 «Літній нарис» (Summer Sketches, 1992) — збірка оповідань
- 1993 «Кохаюсмерть» (Lovedeath, 1993) — збірка оповідань
- 2002 «Час з усього світу» (Worlds Enough & Time) — збірка оповідань
- 2009 «Навігаційний ніс» Улфьонта Бендерожа (The guiding nose of Ulfänt Banderōz) — новелла

## Премії та нагороди
- 1986, World Fantasy Award в категорії «Роман» за «Пісня Калі» (Song of Kali) (1985)
- 1989, British Fantasy Award в категорії «Роман — Премія ім. Серпень Дерлета» за «Втіха падали» (Carrion Comfort) (1989)
- 1990, Locus Award в категорії «Роман жахів» «Комфортна мертв'ячина» (Carrion Comfort) (1989)
- 1990, Bram Stoker Awards в категорії «Роман» за «Комфортна мертв'ячина» (Carrion Comfort) (1989)
- 1990, Locus Award в категорії «Роман МФ» за «Гіперіон» (Hyperion) (1989)
- 1990, Hugo Award в категорії «Роман» за «Гіперіон» (Hyperion) (1989)
- 1991, Locus Award в категорії «Коротка повість» за «Ентропійне ліжко опівночі» (Entropy's Bed at Midnight) (1990)
- 1991, Locus Award в категорії «Роман» за «Падіння Гіперіона» (The Fall of Hyperion) (1990)
- 1992, Locus Award в категорії «Коротка повість» за «Усі діти Дракули» (All Dracula's Children) (1991)
- 1992, British Science Fiction Award в категорії «Роман» за «Падіння Гіперіона» (The Fall of Hyperion) (1990)
- 1992, Bram Stoker Awards в категорії «Авторський збірник» за «Prayers to Broken Stones» (1990)
- 1992, Locus Award в категорії «Роман жахів / Темне фентезі» за «Літо ночі» (Summer of Night) (1991)
- 1993, Theodore Sturgeon Award в категорії «Найкращий НФ-оповідання» «Фотографія класу за цей рік» (This Year's Class Picture) (1992)
- 1993, Locus Award в категорії «Роман жахів / Темна фентезі» за «Діти ночі» (Children of the Night) (1992)
- 1993, Bram Stoker Awards в категорії «Оповідання» за «Фотографія класу за цей рік» (This Year's Class Picture) (1992)
- 1993, Всесвітня премія фентезі за найкращий твір короткої форми за оповідання «Фотографія класу за цей рік» (This Year's Class Picture) (1992)
- 1994, Bram Stoker Awards в категорії «Коротка повість» за «Смерть у Бангкоку» (Death in Bangkok) (1993)
- 1994, Locus Award в категорії «Коротка повість» за «Смерть у Бангкоку» (Death in Bangkok) (1993)
- 1995, Locus Award в категорії «Роман жахів / Темна фентезі» за «Вогні Едему» (Fires of Eden) (1994)
- 1998, Locus Award в категорії «Роман МФ» за «Схід Ендіміон» (The Rise of Endymion) (1997)
- 2000, Locus Award в категорії «Повість» за «Сироти спіралі» (Orphans of the Helix) (1999)
- 2003, International Horror Guild Awards в категорії «Роман» за «Зимові примари» (A Winter Haunting) (2002)
- 2004, Locus Award в категорії «Роман МФ» за «Іліон» (Ilium) (2003)
- 2006, Сигма-Ф в категорії «Переклад (Найкращий закордонний твір)» за «Іліон» (Ilium) (2003)
- 2008, International Horror Guild Awards в категорії «Роман» за «Терор» (The Terror) (2007)

## Переклади українською
Серія Пісні Гіперіона
- Ден Сіммонс. «Гіперіон». Переклад з англійської: Богдан Стасюк; ілюстрації: Олег Кіналь. Тернопіль: «НК-Богдан». 2016. 448 стор. іл. (Серія «Чумацький шлях»). ISBN 978-966-10-4643-5
- Ден Сіммонс. «Падіння Гіперіона». Переклад з англійської: Богдан Стасюк та Олена Кіфенко; ілюстрації: Олег Кіналь. Тернопіль: «НК-Богдан». 2017. 512 стор. іл. (Серія «Чумацький шлях»). ISBN 978-966-10-4715-9
- Ден Сіммонс. «Ендімон». Переклад з англійської: Галина Михайловської; ілюстрації: Олег Кіналь. Тернопіль: «НК-Богдан». 2018. 544 стор. іл. (Серія «Чумацький шлях»). ISBN 978-966-10-5300-6
- Ден Сіммонс. «Схід Ендіміона». Переклад з англійської: Галина Михайловської; ілюстрації: Олег Кіналь. Тернопіль: «НК-Богдан». 2019. ? стор. іл. (Серія «Чумацький шлях»). ISBN ?

Інші романи
- Ден Сіммонс. «Терор». Переклад з англійської: Антон Санченко. Київ: «Видавництво Жупанського». 2019. TBA стор. ISBN TBA (готується до друку)